# Ovaticoccus californicus
Ovaticoccus californicus är en insektsart som beskrevs av Mckenzie 1964. Ovaticoccus californicus ingår i släktet Ovaticoccus och familjen filtsköldlöss. Inga underarter finns listade i Catalogue of Life.